# Cidade de Vigo 2005
Il Cidade de Vigo 2005 è stato un torneo di tennis facente parte della categoria ATP Challenger Series nell'ambito dell'ATP Challenger Series 2005. Il torneo si è giocato a Vigo in Spagna dal 15 al 20 agosto 2005 su campi in terra rossa.

## Vincitori

### Singolare
Albert Portas ha battuto in finale  Iván Navarro con il punteggio di 6–4, 6–4

### Doppio
Lars Übel /  Jan Vacek hanno battuto in finale  Guillem Burniol-Teixido /  Jose-Antonio Sanchez-De Luna con il punteggio di 6–4, 6–3